# Xã Pherrin, Quận Williams, Bắc Dakota
Xã Pherrin (tiếng Anh: Pherrin Township) là một xã thuộc quận Williams, tiểu bang Bắc Dakota, Hoa Kỳ. Năm 2010, dân số của xã này là 276 người.